# Adam Bielecki
Adam Radosław Bielecki (Tichy, 12 maggio 1983) è un alpinista e scrittore polacco. Conosciuto per aver scalato in prima invernale il Gasherbrum I e il Broad Peak.

## Carriera
All'età di 17 anni è stata la persona più giovane a scalare il Khan Tengri.
Il 30 settembre 2011, insieme a Arturo Hajzer e Tomasz Wolfart ha scalato il Makalu senza ossigeno supplementare.
Il 9 marzo 2012, Adam Bielecki con Janusz Gołąb ha compiuto la prima ascensione invernale del Gasherbrum I (8080m). Hanno scalato senza ossigeno supplementare.
Il 31 luglio 2012 ha asceso il K2 senza l'uso di ossigeno.
Il 5 marzo 2013 ha scalato il Broad Peak (8051m) insieme a Maciej Berbeka, Artur Małek e Tomasz Kowalski. Hanno scalato senza ossigeno supplementare. Gli alpinisti si sono separati prima di raggiungere la vetta,e mentre Bielecki e Małek raggiunsero il campo durante la discesa, Berbeka e Kowalski non riuscirono a tornare, vennero dichiarati morti 3 giorni dopo.
Il 27 gennaio 2018, Bielecki, con Denis Urubko, Jaroslaw Botor e Piotr Tomala lasciarono il campo base del K2 durante la loro spedizione invernale per un'operazione di soccorso sul Nanga Parbat per salvare Élisabeth Revol e Tomasz Mackiewicz, i quali erano rimasti bloccati sulla montagna.
Bielecki e Urubko scalarono oltre i 1000m di dislivello durante la notte per raggiungere Èlisabeth Revol. La donna fu salvata con successo ma non ci furono le possibilità di salvare Mackiewicz.
Il 16 luglio 2018, Adam Bielecki con Felix Berg, scalarono il Gasherbrum II dalla parete ovest senza l'uso di ossigeno supplementare.
il 20 Aprile 2023 Adam e Mariusz Hatala insieme a un gruppo di Sherpa Nepalesi capitanato da Chhang Dawa Sherpa trassero in salvo da un crepaccio ghiacciato l'alpinista indiano Anurag Maloo che era stato dichiarato disperso 3 giorni prima tra campo 3 e campo 2 sul monte Annapurna I.  

## Principali ascensioni
- 2011 – Makalu
- 2012 – Gasherbrum I (Prima ascesa invernale)
- 2012 – K2
- 2013 – Broad Peak (Prima ascesa invernale)
- 2018 – Gasherbrum II (Dalla parete Ovest)